# Molde
Molde è un comune e una città della Norvegia situata nella contea di Møre og Romsdal, della quale è capoluogo amministrativo.

## Geografia fisica
Molde è situata nella parte centro-occidentale del paese, nella regione dei fiordi. La città è situata sulla sponda settentrionale di un fiordo (Romsdalsfjord) bagnato dal mare di Norvegia e gode di un bel panorama sui picchi della sponda meridionale del fiordo. Molde è anche conosciuta come la "città delle rose": grazie al clima mite vi crescono infatti le rose e altre piante che in altri luoghi alla medesima latitudine non crescono più.

## Storia
Le origini di Molde risalgono al medioevo ma ricevette lo status di città nel 1614. La città crebbe poi grazie ai floridi scambi commerciali. il 21 gennaio 1916 gran parte della città bruciò in un grande incendio. Un secondo incendio causato da un bombardamento tedesco nell'aprile del 1940 distrusse gran parte della città. Dopo l'invasione tedesca della Norvegia il re e il governo fuggirono temporaneamente a Molde che fu capitale norvegese dal 22 al 29 aprile 1940.

## Economia
Nello stemma cittadino sono raffigurate le due attività economiche tradizionali della città, la pesca e il legname. In passato fu ambita meta turistica, nel XIX secolo l'imperatore Guglielmo II soleva soggiornarvi nei mesi estivi e la città divenne un'ambita meta turistica tanto da essere chiamata la Nizza del Nord. L'epoca d'oro del turismo subì un brusco arresto con la prima guerra mondiale e l'incendio del 1916. Nel ventunesimo secolo Molde è porto turistico, vi fanno tappa navi da crociera e le navi postali Hurtigruten.

## Cultura

### Moldejazz
Il Molde International Jazz Festival (MIJF), anche noto semplicemente come Moldejazz, è un festival che si svolge a Molde ogni anno, nel mese di luglio. L'evento è uno dei più vecchi festival jazz di tutta Europa e sicuramente uno dei più celebri in Scandinavia. Agli albori venne organizzato dallo Storyville Jazz Club nel 1961 e dal 1968 è diventato un evento autonomo. Nella settimana del festival i concerti invadono la città ad ogni ora del giorno e viene organizzata anche una parata con musicisti e scuole di musica locali che attraversa la città in festa. La radio nazionale norvegese NRK, attraverso il canale P2, manda alcuni dei concerti in diretta nazionale.
Tra gli artisti più celebri del mondo jazz che hanno partecipato alle passate edizioni vi sono: Miles Davis, Bill Evans, Jaco Pastorius, Chick Corea, Art Blakey, Sonny Rollins, Sonny Stitt, Dexter Gordon, Keith Jarrett, Wayne Shorter, Branford Marsalis, Herbie Hancock e molti altri ancora. Spesso però vengono invitati ospiti non strettamente legati al jazz e tra questi vi sono stati: Bob Dylan, Eric Clapton, B.B. King, Sting, Ray Charles e Paul Simon.

## Amministrazione

### Gemellaggi
- Monterenzio

## Sport

### Calcio
La squadra principale della città è il Molde Fotballklubb.